# کنه‌زدگی
در اصطلاح پزشکی، آلودگی به کنه‌ها و بروز نشانه‌های ناشی از این آلودگی را کَنه‌زدگی (Acariasis یا acarinosis) می‌گویند.
بیماری‌های جرب و جرب خرمن از نمونه‌های این‌گونه آلودگی است.
کنه‌زدگی باعث خارش شدید و گاه تاول زدن پوست می‌شود.
بیشتر حشراتی که این بیماری را پدید می‌آورند از زیرردهٔ کنه‌ها هستند که جایگاه این راسته در طبقه‌بندی علمی بدین گونه است:
فرمانرو: جانوران
شاخه: بندپایان
زیرشاخه: گیره‌داران
رده: عنکبوتیان
زیررده: کنه‌ها
تشخیص کنه‌زدگی برای بسیاری از پزشکان ناآزموده آسان نیست.